# Іп Ман 3
«Іп Ман 3» (кит.: 葉問3) — напівбіографічний фільм про життя Іп Мана — першої людини, яка розпочала відкрито передавати кунг-фу (стиль Він-Чунь). Режисер Вілсон Іп, автор сценарію Едмонд Вонг. Фільм є третім (офіційним) у серії фільмів, заснованих на житті Він-Чунь грандмастера Іп Мана, роль якого виконав Донні Єн. У фільмі також взяв участь Майк Тайсон. Основні зйомки почалися в березні 2015 року. Прем'єра фільму відбулася 22 січня 2016 року.

## Сюжет
У 1959 році Іп Ман поселяється в Гонконгу. Його старший син Іп Чін також повернувся до Гонконгу. Молодий Брюс Лі відвідує Іп Мана і просить стати його вчителем, кажучи, що він буде його найкращим учнем. Після того, як Лі демонструє свою швидкість, Іп не приймає і не відкидає його, а каже, щоб він залишив двері відчиненими.
Після того, як Іп Чін вступає в бій зі своїм однокласником Чун Фуном, їхній вчитель, міс Вонг, просить батьків прийти до школи. Як вибачення, сім'я Іп запрошує Чун Фуна у свій будинок на вечерю. У будинку Іпа, Чун Фун демонструє рудиментарні, але вражаючі навички Він-Чунь. Коли Іп запитує хлопчика, хто його наставник, він каже, що це його батько, Чун Тін-Чі, бідний рикша, який з'являється, щоб забрати сина незабаром після цього. Незважаючи на те, що він сердечно взаємодіє з Іп Маном, він таємно заздрить багатству та популярності Іпа і прагне перевершити його, успішно беручи участь у підпільних боях, щоб заробити додаткові гроші.
Організатор, Ма Кін-сан, місцевий лідер [Тріада (організація)|тріади]], також працює на Френка, американського продавця нерухомості та професійного боксера. Френк наказує Ма придбати ділянку землі, яку займає школа, де займаються Іп Чін і Чун Фун. Ма просить місяць, щоб це зробити, але під погрозами гарантує, що це буде зроблено упродовж двох тижнів. Наступного дня, коли Іп вирушає забрати сина зі школи, він бачить, що Ма та його люди примушують і б'ють директора школи, який відмовляється продати їм школу. Іп втручається та стримує Ма, але змушений відпустити його. Іп шукає допомоги у сержанта «Товстого По», близького друга та поліцейського детектива. Він погоджується допомогти Іпу, але заявляє про нестачу робочої сили та впливу. Потім Іп вирішує охороняти школу разом із своїми учнями.
Тієї ночі вони відбиваються від нападу людей Ма, які намагаються підпалити школу і викрасти директора. Чун, який проходив повз, допомагає відбити загарбників і рятує директора. Навички Чуна вражають Іпа, і він дякує йому за допомогу. Тін Нго-сан, місцевий майстер бойових мистецтв і колишній наставник Ма, обурений несумлінними діями Ма і у супроводі Іпа протистоїть Ма на верфі Гонконгу, де він принижує його перед людьми. Ма відповідає з прихованим ножем, але Іп зупиняє його. По прибуває і утримує ситуацію в страху, але Іп зрештою дозволяє Ма знову піти, щоб остудити ситуацію. Ма знаходить Чуна і пропонує йому велику суму грошей, щоб помститися Тіну від його імені. Зневірившись, що не відкриє свою власну школу бойових мистецтв, Чун приймає пропозицію і відправляє Тіна до лікарні. Іп отримує дзвінок із лікарні та відвідує Тіна.
Дізнавшись, що Тін не кликав його, Іп розуміє, що Ма заманив його до школи, щоб його банда могла викрасти деяких із учнів, у тому числі Іп Чіна та Чун Фуна. Іп прибуває на верфі Ма, де Ма тримає Іп Чіна в заручниках і погрожує продати дітей у рабство, якщо директор школи відмовиться віддати школу. Дізнавшись, що його син також викрали, Чун прибув, і йому дозволили піти зі своїм сином через те, що він був сподвижником; але після того, як його син каже йому, що в полоні є друзі, він повертається і бореться разом з Іпом. Іп і Чун утримували сили, поки загін поліцейських, очолюваний По, не заарештовує банду, а Ма біжить. Після інциденту Френк звільняє Ма та відправляє тайського боксера за Іпом.
Повернувшись додому, Іп дізнається, що Вінгсінг був поставлений діагноз "рак" і їй залишилося шість місяців. Приймаючи Вінгсінг додому з аптеки, Іпа атакують у ліфті тайський боксер, якого він перемагає. Пізніше розповідає Іпу про Френка, який хоче за будь-яку ціну знищити Іпа, щоб перешкодити його планам. Іп вирішує протистояти Френку в його кабінеті, де він бере участь у трихвилинному бою, обіцяючи дати Іпу спокій, якщо він зможе протриматися три хвилини. Іп спочатку приголомшений силою противника, але починає атакувати нижню половину Френка, і бій закінчується нічиєю. Іп залишає офіс, і Френк стримує свою обіцянку.
Чун із грошима, які він отримав від Ма раніше, відкриває свою школу бойових мистецтв і стверджує, що його Він-Чунь є справжнім, а Іпа — ні. Чун продовжує будувати свою репутацію, подолавши кількох майстрів бойових мистецтв. Нарешті, він кидає виклик Іпу на битву, яка вирішить, хто справжній гросмейстер Він-Чунь. Тим часом Іп проводить більше часу зі своєю хворою дружиною, відчуваючи сором за те, що він нехтував нею раніше. У день бою Іп вибирає, щоб не бути присутнім, але натомість виходить танцювати з Вінгсінг, інструктується Брюсом Лі, якого Іп нарешті приймає як ученя. Через те, що Іп не з'явився, Чун оголошений переможцем, хоча він, схоже, не задоволений відмовою Іпа боротися з ним. Вінгсінг, незважаючи на те, що була задоволена рішенням Іпа про те, щоб супроводжувати її, призначає зустріч із Чуном від імені Іпа, оскільки вона вважає, що Іп прийшов би, якби не її стан.
Вінгсінг супроводжує Іпа до бою. Після битви з жердинами, мечами-метеликами та боротьбою голими руками Іп зрештою перемагає Чуна за допомогою удару з одного дюйма. Зазнавши поразки, Чун руйнує вивіску школи, що проголосила гросмейстером Іп Мана. Іп каже йому, що проводити час зі своїми близькими важливіше, ніж змагатися та йде. В епілозі з'ясовується, що Вінгсінг померла у 1960 році і що Іп допоміг зробити Він-Чунь відомим на міжнародному рівні та залишив спадщину.

## У ролях
| Актор       | Роль        |
| ----------- | ----------- |
| Донні Єн    | Іп Ман      |
| Майк Тайсон | Френк       |
| Макс Чжан   | Чун Тінь-Чі |